# Мцитуребі
Мцитуребі (груз. მწითურები) — село в Грузії.
За даними перепису населення 2014 року в селі проживає 25 осіб.